# Kurink Hockeyclub
Kurink Hockeyclub, afgekort Kurink HC, is een (voormalige) Belgische rolhockeyclub uit Hasselt.

## Historiek
Kurink HC speelde tot 1993 op topniveau, maar door tragische omstandigheden werden de activiteiten stopgezet. Later werd er opnieuw een veteranenploeg opgericht.

## Europees palmares
- 1987-1988: kwartfinale Champions Cup (uitgeschakeld door het Nederlandse RHC Residentie)[4]
- 1988-1989: kwartfinale Champions Cup (uitgeschakeld door het Portugese Sporting CP)[5]
- 1989-1990: kwartfinale Champions Cup (uitgeschakeld door het Spaanse Igualada HC),[6]
- 1990-1991: kwartfinale Champions Cup (uitgeschakeld tegen het Franse LV La Roche sur Yon)[7]
- 1991-1992: kwartfinale Champions Cup (uitgeschakeld door het Portugese Óquei de Barcelos)[8]
- 1992-1993: kwartfinale Champions Cup (uitgeschakeld door het Spaanse HC Liceo)[9]